# Luperosaurus cumingii
Luperosaurus cumingii là một loài thằn lằn trong họ Gekkonidae. Loài này được Gray mô tả khoa học đầu tiên năm 1845. Nó là loài đặc hữu Philippines (nam Luzon) và là loài điển hình của chi Luperosaurus. Tên gọi thông thường trong tiếng Anh Philippine Wolf Gecko có nghĩa là tắc kè sói Philipines.
Indraneil Das đã nêu cơ sở của việc chọn danh pháp Luperosaurus thay vì Lyperosaurus.
Tính từ định danh cumingii là để vinh danh Hugh Cuming (1791-1865), một nhà tự nhiên học kiêm nhà nghiên cứu vỏ động vật thân mềm người Anh.